# 그리그스 사건
그리그스 사건은  그리그스 대 듀크 파워 회사(Griggs v. Duke Power Co., 401 U.S. 424 (1971))간 소송으로 1970년 12월 14일 미국 대법원에서 제기된 법원 사건이었다. 이는 고용상의 간접차별에 관한 것으로 1971년 3월 8일 결정되었다. 일반적으로 이러한 사례에서 첫 번째로 인용되는 케이스로 간주된다.
대법원은 회사의 고용 요건이 사용된 심리검사가 신청자의 업무 수행 능력과 관련이 없으며 흑인 직원을 의도적으로 차별한 것으로 판결했다.
한편 의회는 이 판결에 대해
'Congress has now provided that tests or criteria for employment or promotion may not provide equality of opportunity merely in the sense of the fabled offer of milk to the stork and the fox'
'의회는 현재 사회의 고용이나 승진을 위한 시험이나 기준이 황새와 여우에게 우유를 제공한다는 의미에서 기회의 평등을 제공하지 않을 수 있다'라고 언급한바있다.

## 같이 보기
- 차별